# Budynek Komendantury Królewskiej przy pl. Wolności w Poznaniu
Budynek Komendantury Królewskiej przy pl. Wolności w Poznaniu – gmach usytuowany przy placu Wolności (niem. Wilhelmsplatz) na rogu z ul. Feliksa Nowowiejskiego, wówczas ul. Lipowej (niem. Lindenstrasse) mieszczący Królewską Komendanturę Twierdzy i dowództwo poznańskiego garnizonu (niem. Königliche Festungs Kommandantur und Garnison Kommandantur). Rozebrany w 1937 roku.

## Historia
Królewską Komendanturę ulokowano w dawnym pałacu miejskim Władysława Radolińskiego wybudowanym w latach 1844–1846 według projektu architektów Friedricha Augusta Stülera i Karla Wilhelma Drewitza (Wilhelma Drewicza) w stylu włoskiego renesansu. Gmach był siedzibą generałów komendantów placu i administracji miasta, w latach 1876–1881 generała-lejtnanta (niem. Generalleutnant) Konstantina von Busse, w latach 1881–1885 generała-lejtnanta Hugo von Belowa, a w latach 1895–1901 generała-lejtnanta Wilhelma von Livoniusa.

Po wybuchu powstania wielkopolskiego do 9 stycznia 1919 roku budynek pałacu był siedzibą polsko-niemieckiej Komendy Miasta. Następnie mieściło się w nim Dowództwo Okręgu Wojskowego I z Komendą Placu przekształconą 19 lutego 1919 roku w Komendę Miasta. Między wrześniem 1921 roku a wrześniem 1924 roku urzędującymi komendantami byli generał brygady Michał Milewski, a następnie oficerowie w stopniu pułkownika: Stanisław Dowoyno-Sołłohub, Wacław Krupowicz i Marian Sikorski. W 1920 roku komendę przemianowano na dowództwo Obozu Warownego Poznań i Komendy Placu (do 15 lutego 1926 roku) i po tej dacie z powrotem stała się Komendą Miasta. Budynek rozebrano w 1937 roku. W tym miejscu powstał budynek dla Banku Gospodarstwa Krajowego.

## Opis
Dwuskrzydłowy gmach nosił cechy architektury berlińskiej. Gmach od strony placu miał bogatszą dekorację i rozbudowaną kompozycję architektoniczną. W części środkowej dwupiętrowej fasady zastosowano różnej wielkości arkadowe loggie. Balustrady wykonano z kamiennych tralek, a wykończenie konsolek gzymsu i rozetek w attyce było wykonane z ceramiki.
Jeszcze w czasach administracji pruskiej front gmachu poddano przebudowie zubażając jego architektonikę, poprzez usunięcie m.in. kamiennych obramowań i tralek balkonów zastępując je żelaznymi kratami.